# Корабельникова Ірина
Іри́на Корабе́льникова — українська боксерка. Бронзова призерка чемпіонату Європи.

## З життєпису
Представляла місто Севастополь.
Чемпіонат Європи з боксу серед жінок 2001 — здобула бронзову нагороду у ваговій категорії до 75 кг.
Учасниця Чемпіонату світу з боксу серед жінок-2002.